# Alen Bašić
Alen Bašić (* 20. September 1980 in Lepenica) ist ein bosnischer Fußballspieler.
Bašić stammt aus der Jugend des bosnischen Hauptstadtclubs FK Sarajevo. Dort spielte er auch in der Premijer Liga, bis er 2004 ins Ausland wechselte. Er schloss sich dem deutschen Zweitligaaufsteiger Dynamo Dresden an und konnte sich dort nach einer Eingewöhnungszeit in der zweiten Saisonhälfte 2004/05 in der Abwehr durchsetzen. Im Saisonendspurt fiel er jedoch wegen einer Meniskusverletzung, die operiert werden musste, aus.
Die Nachwirkungen der Verletzung kosteten ihn die Saisonvorbereitung 2005/06 und in seinem zweiten Jahr bei Dynamo schaffte er es nicht mehr zurück in die Startelf und kam nur viermal zum Einsatz. Da Dresden in diesem Jahr abstieg und der Bosnier keine Spielberechtigung für die Regionalliga hatte, war er danach vereinslos.
In der Winterpause 2006/07 stieß er dann als Verstärkung für den Rest der Saison zum Zweitligisten Kickers Offenbach, konnte aber auch dort nicht mehr Fuß fassen und spielte nur ein einziges Mal. Zum Ende dieser Saison wechselte Bašić zum FK Sarajevo.
Alen Bašić war U21-Nationalspieler für Bosnien und Herzegowina.

## Statistik
Stationen
- FK Sarajevo (bis 2004)
- Dynamo Dresden (2004 bis Dezember 2006)
- Kickers Offenbach (Januar bis Juni 2007)
- FK Sarajevo (seit Juli 2007)

Einsätze (Stand 13. Mai 2007)
- 2. Bundesliga

| Einsätze | Tore | Saison    | Verein            |
| -------- | ---- | --------- | ----------------- |
| 25       | -    | 2004–2006 | Dynamo Dresden    |
| 1        | -    | 2007      | Kickers Offenbach |
| 26       | -    | gesamt    |                   |